# 14412 Вольфлоєвскі
14412 Вольфлоєвскі (14412 Wolflojewski) — астероїд головного поясу, відкритий 9 вересня 1991 року.
Тіссеранів параметр щодо Юпітера — 3,598.